# Perrin Dandin
 (février 2008).
Si vous disposez d'ouvrages ou d'articles de référence ou si vous connaissez des sites web de qualité traitant du thème abordé ici, merci de compléter l'article en donnant les références utiles à sa vérifiabilité et en les liant à la section « Notes et références ».
Perrin Dandin est un personnage de fiction issu du roman de Rabelais, le Tiers Livre.
Il s’agit d’un simple citoyen qui s’autoproclame "appointeur de procès" pour en tirer un avantage personnel. Ce personnage apparaît aussi comme juge chez Racine dans les Plaideurs et chez La Fontaine dans la fable l’Huître et les Plaideurs.
Ce nom propre a fini par désigner un juge opportuniste ignare ou avide.